# 关门山水库 (永川)
关门山水库是中国重庆市永川区境内的一座水库，位于临江河支流来苏河上，建于1982年。水库正常库容为640万立方米，集雨面积为20平方千米，海拔为356.45米。